# Рамлат-эль-Вахиба
Рамлат-эль-Вахиба (араб. رمال آل وهيبة‎) — песчаная пустыня на Ближнем Востоке, в Омане. Регион назван по названию племени Вахиба. Границы района имеют протяжённость 180 км с севера на юг и 80 км с востока на запад, общая площадь составляет 12 500 км². Пустыня стала представлять научный интерес с 1986 года, когда экспедиция Королевского географического общества задокументировала разнообразие природных ландшафтов, флоры и фауны, включая 16 000 беспозвоночных и 200 других видов животного мира, в том числе орнитофауну. Также было зарегистрировано 150 видов местной флоры.

## Геология
Пустыня была сформирована в четвертичный период под действием юго-западных муссонов и северных пассатов шама́ль, дующих с востока. По типу дюн пустыня разделяется на высокую, или верхнюю, Вахибу и нижнюю Вахибу. Северные дюны, сформированные после последнего регионального обледенения, возвышаются до 100 метров. Северные и западные границы пустыни очерчены аллювиальными системами вади Эль-Батха и Андам. Под верхним слоем песка находится более древний слой сцементированного карбонатного песка. Считается, что эрозия стала причиной возникновения почти плоской равнины на юго-западе.

## Население
Район населён бедуинами, которые собираются в Эль-Хувейя — оазисе недалеко от границы пустыни — с июня по сентябрь для сбора фиников. Основные племена: Аль-Вахиба (или Ял-Вахиба), Аль-Амр, Аль-Бу-Иса, Хикман, Хишм и Джанаба.